# Corindia demoulini
Corindia demoulini är en tvåvingeart som beskrevs av Grichanov 2000. Corindia demoulini ingår i släktet Corindia och familjen styltflugor.
Artens utbredningsområde är Kongo. Inga underarter finns listade i Catalogue of Life.